# Vespa bellicosa
Vespa bellicosa är en getingart som beskrevs av Henri Saussure 1854. Vespa bellicosa ingår i släktet bålgetingar, och familjen getingar. Inga underarter finns listade i Catalogue of Life.